# 되돌이후두신경
되돌이후두신경(영어: recurrent laryngeal nerve, RLN) 또는 반회후두신경 또는 반회신경(反回神經) 또는 회귀후두신경(回歸後頭神經)은 미주신경(10번 뇌신경)의 가지로 반지방패근을 제외한 후두의 모든 자체기원근육들에 분포한다. 오른쪽과 왼쪽에 한 개씩, 두 개의 되돌이후두신경이 있다. 양쪽 되돌이후두신경은 대칭이 아닌데, 왼쪽 되돌이후두신경은 대동맥활 아래를 감고 돌지만 오른쪽 되돌이후두신경은 오른쪽 빗장밑동맥을 감고 돌아 위쪽으로 주행한다. 양쪽 신경 모두 기관과 나란히 주행한다. 한편 되돌이후두신경은 처음에 갈라져 나온 방향과 반대 방향으로 돌아서 주행하는 양상을 보이는 적은 수의 신경 중 하나로, 이런 이유 때문에 이름에 '되돌이'(recurrent)가 붙게 되었다.
되돌이후두신경은 성대 아래쪽의 감각을 전달하며, 깊은심장신경얼기로 가는 심장가지들을 낸다. 또한 기관, 식도, 아래인두수축근으로 가는 가지들도 낸다. 성대주름을 열 수 있는 유일한 근육인 뒤반지모뿔근에도 되돌이후두신경이 분포한다.
발생학적으로는 여섯째 인두굽이에서 유래한다. 되돌이후두신경의 존재를 처음 기록한 사람은 고대 로마의 의사였던 갈레노스이다.

## 구조

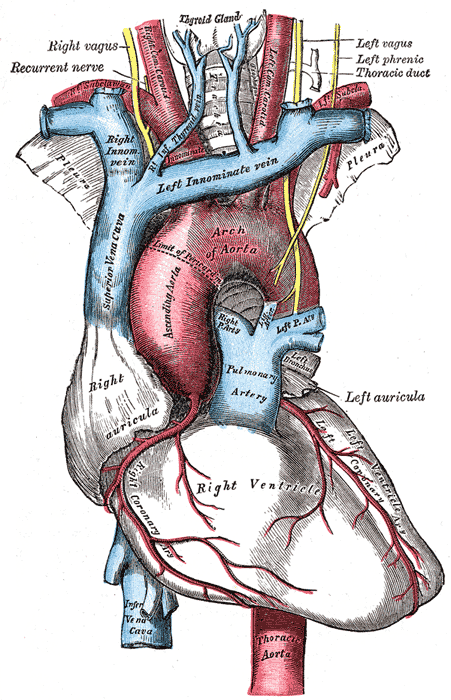
오른쪽 되돌이후두신경은 빗장밑동맥 아래로 지나가기 때문에 대동맥활과 동맥관인대 아래로 지나가는 왼쪽 되돌이후두신경보다 주행 경로가 훨씬 짧다.

되돌이후두신경은 미주신경에서 갈라져 나오는데, 이것은 되돌이후두신경의 이름과 관련이 있다. 'Recurrent'는 '뒤'를 뜻하는 re-와 '-로 달리다'를 뜻하는 currere가 합쳐진 것으로, 이 신경이 원래 갈라져 나온 미주신경과는 반대 방향으로 주행한다는 것을 뜻한다. 미주신경은 아래로 향하여 가슴 안쪽으로 들어가지만 되돌이후두신경은 후두를 향해 위쪽으로 주행한다.:930–931
되돌이후두신경이 갈라져 나오는 신경인 미주신경은 목정맥구멍을 통해 머리뼈 안에서 나오고, 목동맥을 따라서 목혈관신경집에 싸인 채로 목을 내려온다. 되돌이후두신경은 대동맥활의 왼쪽, 오른쪽 빗장밑동맥의 오른쪽에서 미주신경으로부터 갈라져 나온다. 오른쪽 되돌이후두신경이 시작되는 높이는 대략 T1-T2 높이이다. 왼쪽 되돌이후두신경은 대동맥활의 앞쪽을 지난 후 아래쪽에서 감고 돌아 뒤쪽으로 이동한다. 일반적으로 되돌이후두신경은 갈라져 나온 이후에는 기관과 식도의 접합부에 있는 고랑을 따라 위쪽으로 올라간다.:1346–1347 그 후에는 갑상샘 바깥엽의 뒤쪽 부분과 중간 부분을 지나서 아래인두수축근의 아래쪽에서 후두로 들어가고,:918 반지방패관절의 바로 뒤쪽에서 후두 안을 지나간다. 되돌이후두신경의 종말가지는 아래후두신경(하후두신경, inferior laryngeal nerve)이라고 한다.:19
후두에 분포하는 다른 신경들과 달리 양쪽 되돌이후두신경은 좌우대칭이 아니다. 왼쪽 되돌이후두신경은 오른쪽보다 길이가 긴데, 이는 왼쪽 되돌이후두신경이 동맥관인대에서 대동맥활 아래로 지나가기 때문이다.:1346–1347

### 신경핵
후두와 인두를 지배하는 몸운동신경섬유는 의문핵에 위치하며 숨뇌의 더부신경 뇌뿌리에서 시작된다. 신경섬유들은 목정맥구멍을 지나는 미주신경으로 건너가 합류한다.:86–88 감각신경 세포체는 미주신경 아래신경절에 위치하며 신경섬유는 고립로핵에서 끝난다.:86–88 목의 기관과 식도로 가는 부교감신경계의 섬유는 미주신경 등쪽핵에서 시작된다.

### 발생
사람과 모든 척추동물의 배아 발생 중에는 여러 쌍의 인두굽이가 만들어진다. 인두굽이는 배아의 뒤쪽에서 얼굴과 목의 앞쪽으로 돌출되어 있다. 각각의 인두굽이에서 서로 다른 근육들과 골격 조직에 분포하는 동맥과 신경이 발생한다. 첫째에서 여섯째까지의 인두굽이들이 존재하며 첫째 인두굽이가 배아의 머리에 가장 가까운 곳에 위치한다. 다섯째 인두굽이는 일시적으로만 존재한다.:318–323
넷째와 여섯째 인두굽이가 후두연골을 만든다. 또한 여섯째 인두굽이의 신경이 되돌이후두신경으로 발달하고, 넷째 인두굽이의 신경은 위후두신경이 된다. 넷째 인두굽이의 동맥은 넷째와 여섯째 인두굽이 사이를 지나가며 대동맥활 왼쪽 부분과 오른쪽 빗장밑동맥으로 발달한다. 여섯째 인두굽이의 동맥은 왼쪽에서는 동맥관으로 남고 오른쪽에서는 사라진다.:318–323
출생 이후 동맥관은 퇴행하여 동맥관인대로 남는다. 이후 성장하면서 위의 동맥들은 최종적으로 각자 가슴의 자기 위치로 내려가며 길게 되돌아오는 주행 경로를 만든다.:318–323

### 변이
100 ~ 200명당 1명 꼴로 오른쪽 되돌이후두신경이 반지연골보다 위쪽에서 미주신경으로부터 갈라져 나오면서, 미주신경과 반대 방향으로 주행하지 않는다. (=되돌지 않는다.) 일반적으로 이런 양상이 나타나면 가슴의 주요 동맥들의 배열에도 변이가 동반된다. 가장 흔하게 동반되는 동맥의 변이는 오른쪽 빗장밑동맥이 대동맥 왼쪽 측면에서 갈라져 나와 식도 뒤쪽을 가로지르는 것이다. 왼쪽 되돌이후두신경이 되돌지 않는 경우는 훨씬 적으며 대동맥활이 몸의 오른쪽에 위치(내장 역위증)해야 한다. 또한 신경이 왼쪽 빗장밑동맥에 의해 가슴 쪽으로 끌려가지 않도록 동맥의 변이도 동반된다.:10, 48
5명 중 4명 정도에서는 되돌이후두신경의 종말가지인 아래후두신경과 위후두신경의 가지인 속후두신경 사이를 연결하는 가지가 존재한다. 문합은 보통 혈관에 사용하는 용어이지만, 이 연결 가지를 흔히 '갈레노스의 문합'(anastomosis of galen, 라틴어: ansa galeni)이라고 한다.:35 갈레노스의 문합은 기록되어 있는 두 신경 사이의 여러 가지 문합 양상 중 하나이다.
되돌이후두신경은 빗장밑동맥이나 대동맥 주위를 감고 돌면서 여러 가지들을 낸다. 이러한 심장신경얼기, 기관, 식도, 아래인두수축근으로 가는 가지들의 양상에도 변이가 있을 것으로 추측된다.

## 기능
되돌이후두신경은 반지방패근을 제외한 후두의 모든 자체기원근육(뒤반지모뿔근, 가쪽반지모뿔근, 가로모뿔근, 빗모뿔근, 방패모뿔근, 성대근)을 지배한다. 이 근육들은 성대를 열고 닫거나 긴장을 조절하는 작용을 한다. 성대를 여는 작용을 하는 유일한 근육이 뒤반지모뿔근이다.:10–11 되돌이후두신경은 몸의 같은 쪽에 위치한 근육에 분포하지만, 유일한 예외인 모뿔근은 양쪽 되돌이후두신경에 의해 지배된다.
또한 성대주름의 아랫면보다 아래쪽에 있는 후두 점막의 감각 정보,:847–9 식도의 목 부분과 기관의 감각, 분비, 운동신경섬유를 운반한다.:142–144

## 임상적 중요성

### 손상

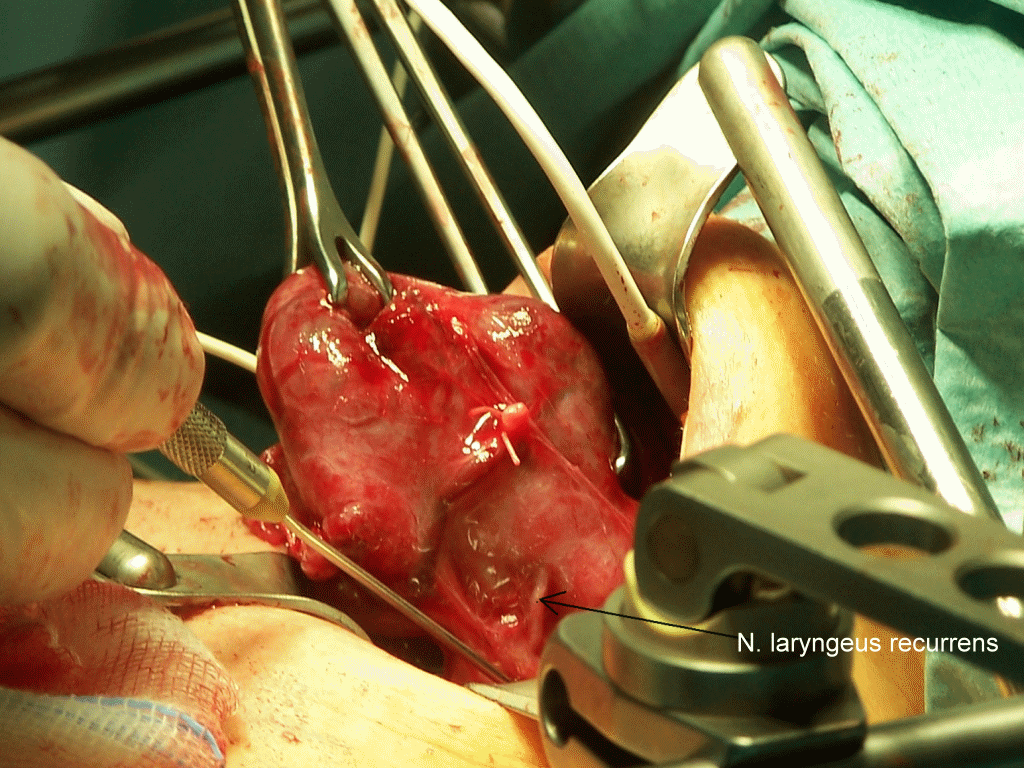
갑상샘종 절제 중 되돌이후두신경이 드러난 모습

외상, 수술, 종양 확산, 기타 다른 이유들로 인해 되돌이후두신경이 손상될 수 있다.:12 되돌이후두신경의 손상으로 인해 목이 쉬거나 호흡계의 문제가 발생하기도 하며,:11–12 음정의 변화가 나타나거나 숨을 쉴 때 소리가 나기도 한다. 이런 음성과 관련된 증상들이 나타나는 것은 마비된 쪽 성대가 반대편의 정상적인 성대와 접촉하지 못하게 되면서 성대가 서로 모이지 않아 소리를 제대로 내지 못하게 되기 때문이다. 또한 같은 쪽 뒤반지모뿔근이 마비될 수도 있다. 뒤반지모뿔근은 성대를 여는 유일한 근육으로, 마비되면 신체 활동 중 숨을 쉬기 어려워질 수 있다. (호흡곤란) 양쪽 되돌이후두신경이 손상될 경우 발성을 할 수 없게 되는 등(실성증) 더 심각한 결과로 이어질 수 있다. 치료 도중에 신경섬유가 다시 문합되면서 성대의 움직임이 제대로 협조되지 않는 새로운 문제가 생기는 경우도 있다.:12–13

### 수술
외과의들은 되돌이후두신경에 세심한 주의를 기울이는데, 이는 특히 갑상샘이나 부갑상샘 수술, 식도절제술 등의 목 수술 도중에 되돌이후두신경이 손상될 위험이 있기 때문이다. 후두경을 통해 신경의 손상을 평가할 수 있는데, 이때 스트로보스코프 조명을 이용하여 신경이 손상된 쪽 성대의 움직임이 사라진 것을 확인한다. 오른쪽 되돌이후두신경은 오른쪽 아래갑상동맥이 갈라지는 지점에 가까우며, 동맥 가지들의 앞쪽이나 뒤쪽, 사이로 다양하게 지나가기 때문에 갑상샘 수술 중의 손상에 더 취약하다.:820–1 비슷한 이유로 갑상샘 결절을 제거하기 위해 고주파절제술을 시행할 때 열로 인한 손상이 발생할 수 있다. 전체 갑상샘 수술 중 0.3 ~ 3%의 경우에서 되돌이후두신경이 영구적으로 손상되며, 3 ~ 8%에서는 일시적인 마비가 발생한다. 이런 이유로 되돌이후두신경 손상은 외과의에게 일어나는 법적 문제의 주된 원인들 중 하나이다.

### 종양
종양이 되돌이후두신경을 압박할 수 있다. 연구에 따르면 폐암 환자의 2 ~ 18%에서 (보통 왼쪽의) 되돌이후두신경이 눌리면서 쉰목소리가 발생한다. 이런 쉰목소리는 더 나쁜 임상 결과와 관련이 있으며 만약 쉰목소리가 증상으로 나타나고 있다면 종종 종양의 수술이 불가능한 이유가 된다. 폐암 수술을 할 때 종양을 완전히 제거하기 위해 되돌이후두신경을 의도적으로 잘라낼 수도 있다.:330 성대문에 생긴 후두암은 일반적으로 성대 위쪽 모서리의 앞부분에 한정되어 나타난다. 그러나 종양 그 자체나 근육, 인대로의 침범, 더욱 드물게는 되돌이후두신경으로의 침범으로 인해 성대의 움직임이 멈출 수 있다.

### 이외의 질환
왼쪽 되돌이후두신경 마비의 드문 원인인 오트너 증후군에서는 심장이나 큰 혈관들이 확장되어 신경에 충돌하면서 한쪽 신경 손상의 증상을 나타낸다.

## 다른 동물들에서
말에서는 되돌이후두신경의 축삭병증인 '말 되돌이후두신경병증'(equine recurrent laryngeal neuropathy)이 발생할 수 있다. 원인은 알려져 있지 않으나 유전적 소인이 의심된다. 신경의 길이가 요인 중 하나가 되는데, 이는 이 병이 큰 말들에서 더 흔하게 나타나며 왼쪽 신경에서만 거의 전부 발생하기 때문이다. 신경세포가 죽으면 후두의 진행성 마비가 일어나고 이로 인해 기도가 허탈된다. 주된 증상은 소리로, 음악 같은 휘파람 소리부터 거센 으르렁거리는 소리, 헐떡거리는 소리(코고는 소리)까지 다양하게 나타난다. 또한 말의 운동 능력 악화가 동반된다. 치료는 불가능하지만 수술을 통해 기도를 열린 채로 유지할 수 있다. 신경 이식편을 이용한 실험들이 시도되기도 했다.:421–426
흔하지는 않지만 양쪽 되돌이후두신경의 퇴행은 중년의 개에서 숨을 들이쉴 때 나타나는 천명음의 원인이 될 수 있다.:771
용각하목에 속하는 공룡들은 가장 긴 목을 가진 척추동물로, 수페르사우루스의 미주신경과 되돌이후두신경의 총 길이는 28m에 달했을 것으로 생각된다. 그러나 이것조차도 가장 긴 신경은 아닌데, 꼬리 끝까지 도달하는 신경의 길이는 30m를 넘었을 것이다.

## 진화의 근거
기린의 경우 되돌이후두신경이 4.6m 가량을 매우 길게 우회하는데,:74–75 이는 지적 설계를 반증하는 진화의 근거로 제시된다. 물고기와 비슷한 현대 네발동물의 조상에서는 (현대의 물고기처럼) 되돌이후두신경이 뇌에서 출발하여 심장을 지나고 아가미로 주행하는, 우회하지 않고 직행하는 경로를 가졌을 것이다. 진화를 거치면서 목이 길어지고 심장이 몸의 아래쪽으로 이동하게 되면서 되돌이후두신경은 심장의 잘못된 쪽에 붙잡히게 되었다. 자연선택으로 인해 신경의 길이는 수용할 수 있을 만큼 조금씩 증가하였고 그 결과 현재 관찰되는 것과 같이 빙 돌아가는 경로가 나타나게 되었다.:360–362

## 역사
고대 그리스의 의사 갈레노스는 되돌이후두신경의 경로와 성대 마비의 임상적 증후군에 대해 설명했으며, 이 신경이 잘린 돼지가 울음소리를 낼 수 없다는 사실을 언급했다. 갈레노스는 이 신경을 'recurrent nerve'라고 이름 붙였으며 갑상샘종 수술을 받은 어린이 두 명에서도 돼지와 같은 현상이 일어났다고 기록했다.:7–8 영국의 해부학자 리처드 오웬은 그가 상동성의 개념을 도입하기 5년 전인 1838년, 기린 세 마리의 해부에 대해 보고했다. 이때 그는 왼쪽 되돌이후두신경의 전체 주행 경로에 대해서도 묘사했다. 해부학자인 안드레아스 베살리우스와 토머스 윌리스는 현대 해부학의 표준적인 설명과 동일하게 되돌이후두신경을 기술했다. 미국의 의사인 프랭크 라헤이는 갑상샘종 수술 도중에 되돌이후두신경을 확인하는 방법에 대해 기록했다.

## 같이 보기
- 꼭지근